# 52246 도널드조핸슨
52246 도널드조핸슨(52246 Donaldjohanson, 임시 명칭 1981 EQ5)은 소행성대 내부 지역에서 발견된 탄소질 에리고니안 소행성으로, 직경이 약 4 킬로미터이다. 1981년 3월 2일 호주의 사이딩 스프링 천문대에서 미국의 천문학자 셸테 버스가 발견했다. C형 소행성인 이 천체는 루시 탐사 임무의 대상이며, "루시" 호미닌 화석의 발견자인 미국의 고인류학자 도널드 조핸슨의 이름을 따서 적절하게 명명되었다.

## 궤도와 분류

루시의 태양 주변 궤도 애니메이션
루시·
태양·
지구·
52246 도널드조핸슨·
3548 유리바테스·
21900 오루스·
617 파트로클루스

도널드조핸슨은 에리고네족(406)의 구성원으로, 모체인 163 에리고네의 이름을 따서 명명된 약 2,000개의 알려진 구성원을 가진 대규모 탄소질 소행성족이다. 이 계열은 약 1억 3천만 년 전에 형성된 비교적 오래된 계열이다.
이 소행성은 내부 소행성대에서 태양을 중심으로 1.9-2.8 AU 거리에서 약 3년 8개월(1,345일; 장반경 2.38 AU)마다 한 번씩 공전한다. 궤도 이심률은 0.19이며 황도면에 대한 궤도 경사각은 4°이다. 최초의 사전발견 관측은 1981년 2월 발견 천문대에서 이루어졌으며, 이는 공식 발견 관측보다 2주 전으로 관측 기록을 연장했다.

## 물리적 특성
도널드조핸슨은 탄소질 C형 소행성으로 분류되었으며, 이는 에리고니안 소행성들의 전반적인 C형 및 X형 스펙트럼 유형과 일치한다.:23 절대등급은 15.5이다.

### 광도곡선
2020년 8월 도널드조핸슨의 광도 관측 결과, 이 소행성은 예외적으로 높은 1.7등급의 광도곡선 진폭을 가진 느린 자전체임이 밝혀졌다. 이러한 광도곡선은 도널드조핸슨이 매우 길쭉한 형태이거나 동기 연성계일 가능성을 시사한다. 2020년 11월부터 2021년 2월까지 두 대의 TRAPPIST 망원경으로 진행된 광범위한 광도 관측을 통해 도널드조핸슨의 자전 주기가 약 252시간인 것으로 확인되었다.

### 직경과 반사율
NASA의 광역적외선탐사위성(WISE)과 이후의 NEOWISE 임무에서 수행된 조사에 따르면, 도널드조핸슨의 직경은 3.895킬로미터이며 표면의 반사율은 0.103이다.

## 탐사
도널드조핸슨은 2021년 10월 16일에 발사된 루시 우주선이 방문할 예정이다. 근접 비행은 2025년 4월 20일로 예정되어 있으며, 초당 13.4킬로미터의 상대 속도로 소행성에 960킬로미터 거리까지 접근할 계획이다.

## 명명
이 소행성은 목성 트로이군 소행성들이라는 주요 목표로 가는 도중에 관측할 예정인 루시 우주선의 방문 대상이다. 루시 탐사선은 "루시" 호미닌 화석의 이름을 따서 명명되었으며, 도널드조핸슨은 그 화석의 공동 발견자인 미국의 고인류학자 도널드 조핸슨(1943년 출생)의 이름을 따서 명명되었다. 승인된 명명 인용문은 2015년 12월 25일 소행성체 센터(M.P.C. 97569)가 발표하였다.

## 같이 보기
- 디스커버리 프로그램